# Прісака (Караш-Северін)
Прісака (рум. Prisaca) — село у повіті Караш-Северін в Румунії. Входить до складу комуни Константін-Дайковічу.
Село розташоване на відстані 331 км на захід від Бухареста, 30 км на північний схід від Решиці, 77 км на схід від Тімішоари.

## Населення
За даними перепису населення 2002 року у селі проживали 458 осіб.
Національний склад населення села:
| Національність | Кількість осіб | Відсоток |
| -------------- | -------------- | -------- |
| румуни         | 428            | 93,4%    |
| українці       | 26             | 5,7%     |

Рідною мовою назвали:
| Мова       | Кількість осіб | Відсоток |
| ---------- | -------------- | -------- |
| румунська  | 430            | 93,9%    |
| українська | 25             | 5,5%     |